# Sebastian Jakubiak
Sebastian Jakubiak (* 21. Juni 1993 in Lübeck) ist ein deutscher Fußballspieler, der aktuell beim 1. FC Phönix Lübeck unter Vertrag steht.

## Karriere
Der gebürtige Lübecker Jakubiak begann das Fußballspielen bei Borussia Lübeck. Seine folgende Jugendzeit verbrachte er beim VfB Lübeck, unterbrochen durch einen Abstecher zum Hamburger SV. 2011 schaffte er den Sprung in den Herrenbereich, zunächst bei der zweiten und dann auch bei der ersten Herrenmannschaft des VfB Lübeck, die damals in der Regionalliga Nord spielte. Nach zwei Jahren wechselte er 2013 zum Ligakonkurrenten, der zweiten Mannschaft des FC St. Pauli.
Nach wiederum zwei Jahren, wechselte er in die Regionalliga West zum SV Rödinghausen. 2017 wechselte er dann in die Eredivisie zu Heracles Almelo. Obwohl er in der Saison 2018/19 verletzungsbedingt nicht zum Einsatz gekommen war, wurde sein Vertrag per Option bis 2020 verlängert. Nachdem dieser ausgelaufen war, wechselte Jakubiak zurück nach Deutschland und schloss sich dem Drittligisten 1. FC Magdeburg an, bei dem er einen Zweijahresvertrag unterzeichnete.
Nach seinem Vertragsende im Sommer 2022 in Magdeburg war Jakubiak zunächst ein halbes Jahr vereinslos, bevor er im Januar 2023 vom bulgarischen Erstligisten Septemwri Sofia unter Vertrag genommen wurde. Vom Sommer 2023 bis Anfang 2024 folgte wiederum eine Zeit der Vereinslosigkeit, die von einem Wechsel zum libanesischen Safa SC Beirut beendet wurde. Dort spielte er bis zum Juni 2024 und kehrte schließlich Anfang Oktober 2024 in seine Heimatstadt Lübeck zurück, indem er sich dem Regionalligisten 1. FC Phönix Lübeck anschloss.

## Erfolge
1. FC Magdeburg
- Meister der 3. Liga und Aufstieg in die 2. Bundesliga: 2022